# Azuré du Bolkar
Polyommatus eros molleti
 (décembre 2019).
 (décembre 2019).
Sous-espèce
L’Azuré du Bolkar (Polyommatus eros molleti) est une sous-espèce de lépidoptères (papillon) endémique de Turquie, qui fait partie de la famille des Lycaenidae et est généralement considéré comme une sous-espèce de Polyommatus eros.

## Systématique
Ce taxon a été décrit par Frédéric Carbonell en 1994.
Son statut est encore incertain : certaines sources le traitent comme une sous-espèce de Polyommatus eros, d'autres comme une espèce distincte (alors appelée Polyommatus molleti), d'autres encore le rattachent au taxon erotulus (lui aussi espèce ou sous-espèce de P. eros),.

## Noms vulgaires
- En français : l'Azuré du Bolkar.[réf. nécessaire]
- En turc : Çokgözlü Kafkasyaerosu[1].

## Description
C'est un petit papillon qui présente un dimorphisme sexuel : le dessus des ailes du mâle est bleu pâle avec une bordure marginale noire et une frange blanche, tandis que celui de la femelle est marron clair avec une série de lunules submarginales orange aux ailes postérieures et une frange blanche similaire. Le revers des ailes est gris-ocre clair orné de points noirs cerclés de blanc et d'une série de lunules submarginales orange.

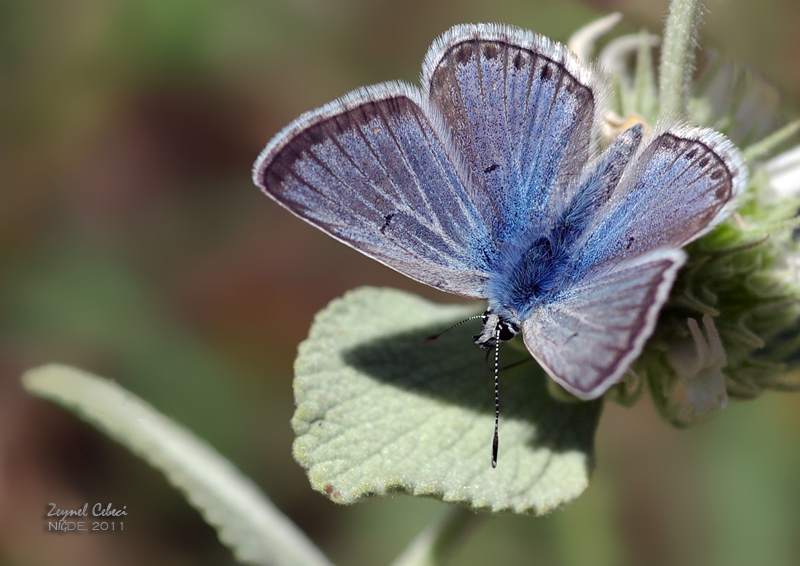
Dessus d'un mâle.
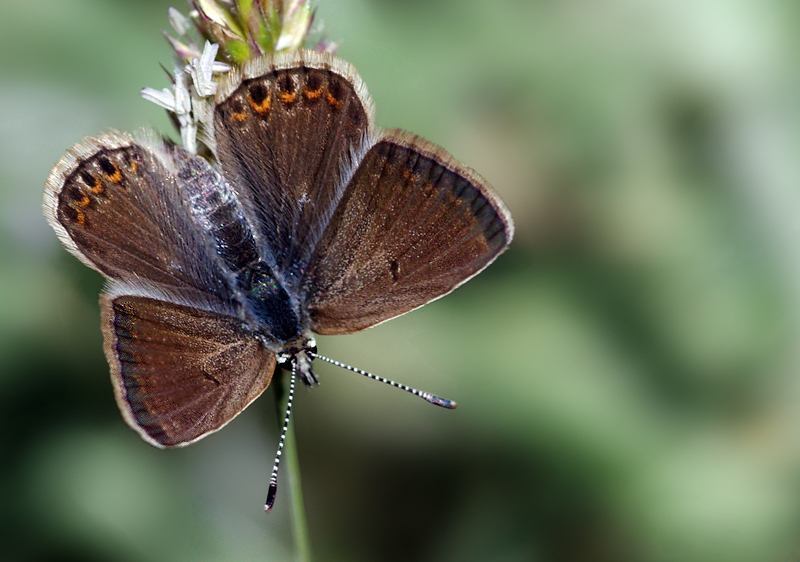
Dessus d'une femelle.
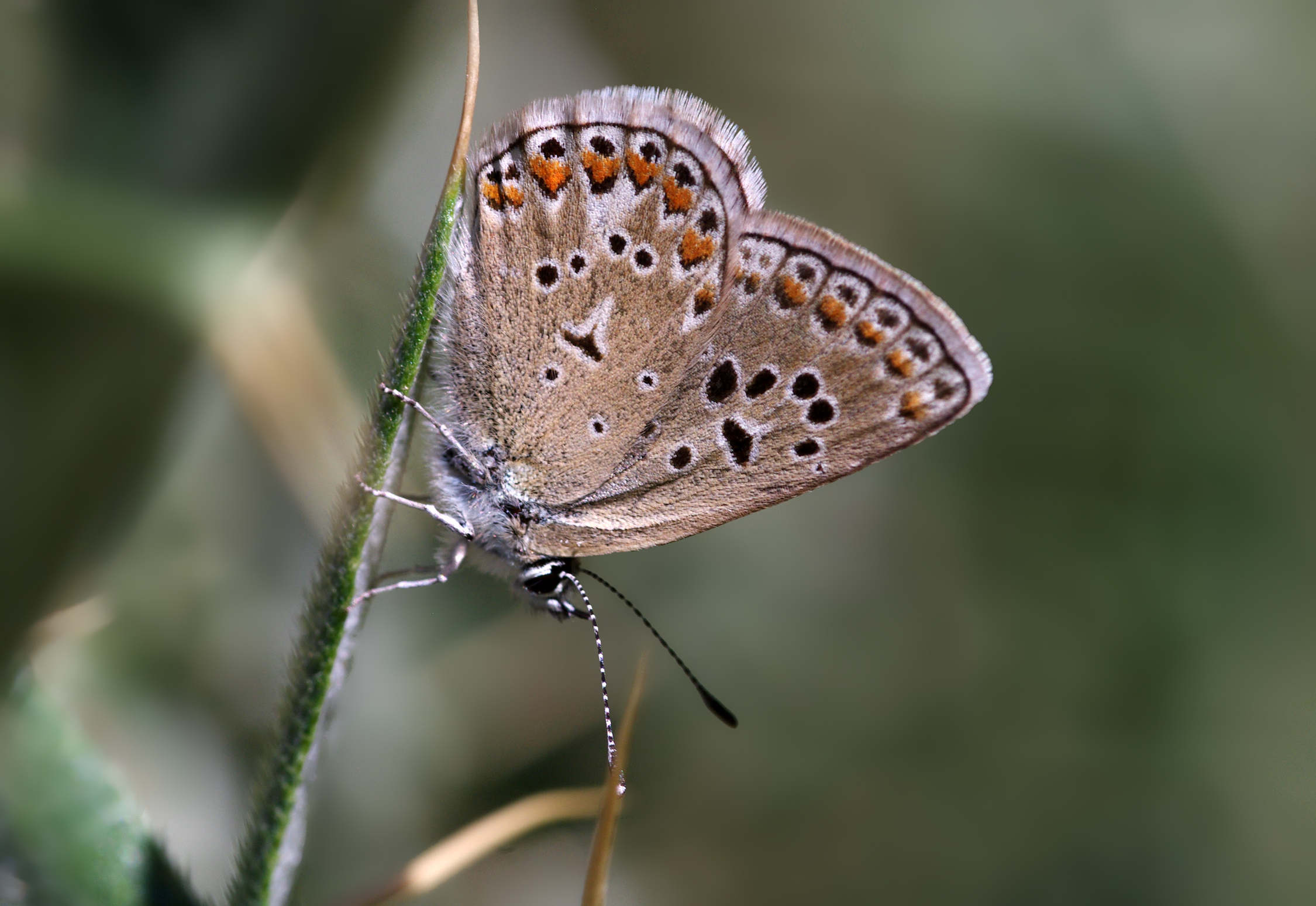
Revers d'une femelle.

## Biologie
L'Azuré du Bolkar est univoltin et vole de mi-juillet à début août.
Ses plantes hôtes sont des Légumineuses.

## Distribution et biotopes
Ce taxon est endémique de Turquie méridionale, dans le massif du Bolkar de la chaîne des Monts Taurus (province de Niğde).
Son habitat est constitué de prairies alpines, d'environ 2 800 à 3 000 mètres d'altitude.